# Djalu Gurruwiwi
Djalu Gurruwiwi (né en 1935 et mort le 12 mai 2022) est un membre du Clan Galpu et un joueur de didgeridoo internationalement reconnu, également pour ses talents de facteur d'instruments. C'est une figure emblématique de la musique traditionnelle australienne.
Il popularisa le T-Dee Djalu (Triangle Didgeridoo).

## Biographie
Djalu Gurruwiwi est né à la station de mission sur l'île de Wirriku (également connue sous le nom de Jirgarri), l'une des plus petites îles du groupe des îles Wessel. Il a également déclaré être né sur l'île de Milingimbi (également connue sous le nom de Yurruwi, dans les îles Crocodile), ces deux groupes d'îles étant au large de la terre d'Arnhem dans le Territoire du Nord en Australie. Sa date de naissance est incertaine (les missionnaires ont enregistré que lui-même et ses deux frères avaient la même date de naissance - officiellement le 1er janvier 1930), estimée vers 1940 ou probablement plus tôt.

## Tournées
- 2002 Rripangu Yidaki Festival, Eisenbach, Allemagne
- 2003 Joshua Tree Festival, États-Unis
- 2003 Indigenous Peoples Commission cultural visit, Taipei, Taïwan
- 2004 Dubai Sister Cities Forum, Émirats arabes unis

## Discographie
- Waluka : Gurritjiri Gurriwiwi, feat. Djalu Gurruwiwi. Musique traditionnelle du nord-est de la terre d'Arnhem, Volume 2. Fondation Yothu Yindi - Contemporary Masters Series, 2001
- Djalu enseigne et joue du yidaki (didgeridoo). Musique traditionnelle du nord-est de la terre d'Arnhem, Volume 3. Fondation Yothu Yindi - Contemporary Masters Series, 2001
- Djalu enseigne et joue du yidaki, Volume 2 (Chants et histoires du Clan Galpu). Musique traditionnelle du nord-est de la terre d'Arnhem, Volume 6. Fondation Yothu Yindi - Contemporary Masters Series, 2003
- Diltjimurru : Djalu Gurruwiwi. ON-Records & Djalu Gurruwiwi, 2003